# Alloteratura siamensis
Alloteratura siamensis är en insektsart som beskrevs av Jin, Xingbao 1995. Alloteratura siamensis ingår i släktet Alloteratura och familjen vårtbitare. Inga underarter finns listade i Catalogue of Life.